# Professor Balthazar
Professor Balthazar (Kroatisch: Profesor Baltazar) is het hoofdpersonage uit de gelijknamige Joegoslavische animatieserie, geproduceerd door Zagreb Film en gecreëerd door Zlatko Grgić, tussen 1967 en 1978 werden er voor de Joegoslavische televisie 59 korte afleveringen gemaakt rond het personage,
Professor Balthazar is zoals de naam zegt een professor (een uitvinder) die de meest gekste dingen uitvindt, met het maken van zijn  uitvindingen gebruikt hij geen gereedschap of materialen, Balthazar heeft in zijn laboratorium een machine waar hij elixers ervan maakt, met een drupje elixer op de grond kan hij de grootste uitvinding tevoorschijn toveren, zo heeft hij op zijn motorscooter mechanische voeten ingebouwd, en heeft hij ook een wasmachine omgebouwd in een vliegende wasmachine, die wordt aangestuurd door een kleurrijk windwiel. ook als hij met een probleem wordt geconfronteerd verzint hij weer een gekke uitvinding die hem als oplossing helpt voor het probleem.
de animatieserie werd in 18 verschillende landen uitgezonden waaronder: Duitsland, Denemarken, Finland, Frankrijk, Griekenland, Italië, Noorwegen, Portugal, Roemenië, Spanje, Kroatië, Verenigd Koninkrijk, Zweden, Nieuw-Zeeland, en Amerika, ook in Nederland heeft Professor Balthazar beroemdheid  op de televisie, het werd eerst uitgezonden op de VARA in 1971, daarna op de AVRO van 1974 tot 1975, en in de jaren tachtig was de tekenfilmserie te zien geweest op de NCRV, tegenwoordig is de serie tot heden nu nog te zien op het digitale kanaal Pebble TV,